# Laguna de Salinas (España)

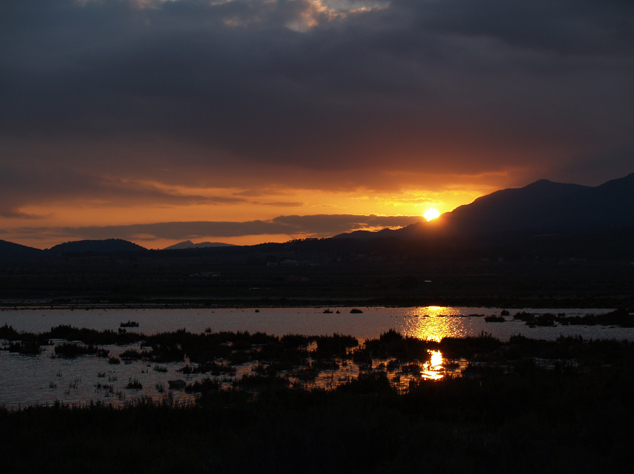
Laguna de Salinas.

La Laguna de Salinas es una laguna endorreica de la provincia española de Alicante, situada a unos 2 km de la localidad de Salinas. Se trata de un lago de carácter salado, que posee una cuenca avenante superficial de unos 90 km², en la que desembocan los cursos fluviales de las sierras de alrededor, así como de diversos pozos. El agua permanece allí debido al carácter endorreico de la cuenca, tal y como sucedía también a la cercana laguna de Villena
.
Sus dimensiones son de unos 1200 m de longitud por 800 de anchura. En la actualidad, la laguna permanece seca durante gran parte del año debido a la falta de lluvias que caracteriza a la zona del Valle del Vinalopó, así como a la sobreexplotación de los acuíferos, causada principalmente en la zona de Salinas por la existencia de numerosos pozos de extracción, siendo los más destacables los que extraen agua para la ciudad de Elda.

## Historia
La Laguna de Salinas ha jugado un papel primordial en la historia del municipio, convirtiendo la zona en atractiva para el asentamiento humano desde la prehistoria. Los primeros pobladores sedentarios, entre los que se encontrarían los pobladores íberos del cercano Yacimiento del Puntal, emplearían seguramente la laguna para la extracción de recursos para el consumo propio y el comercio.
No obstante, y más allá de la riqueza de recursos que este humedal pudiese dar a los pobladores de la zona de Salinas, también ha causado desgracias y enfermedades, siendo la culminación de ello, la destrucción del antiguo núcleo urbano, conocido como "Lugar Viejo", a causa de unas graves inundaciones en el año 1.751. El agua de la Laguna también era causante de las conocidas como "fiebres tercianas" causadas seguramente por el estancamiento de las aguas al subir el nivel de esta, y a la falta de fauna de carácter acuático, que daban lugar a la aparición de plagas de mosquitos que contagiaban la enfermedad a los pobladores de la zona.
La extensión de esta enfermedad en épocas de abundancia de agua dieron lugar a planes de desecación para las lagunas tanto de Salinas, como la de la vecina Villena, que culminaron con la desecación de la última en el siglo XVIII.
En el Diccionario de Madoz (1845-1850) aparece la siguiente descripción:

[...] una laguna de agua salda inmediata a la población hacia el SE., formada por las vertientes de los montes inmediatos y varios manantiales, ocupando sobre 4,000 tahullas de tierra; si bien ha sufrido algunas alteraciones según los años más ó menos lluviosos, habiendo llegado á tener en ciertas épocas una hora de larga y 1/2 de ancho. Sus emanaciones son causa de las calenturas intermitentes que endemicamente padecen los habitantes de Salinas, cuya calamidad se ha hecho sentir mas terriblemente en épocas de grande aumento de aguas. Estos males que tanto afligen a la población podrían evitarse, si para su desagüe se abriera un conducto por el collado de Cámara situado al SE. de dicha laguna, el cual ofrecería además la grande ventaja de aprovechar sus aguas.
Diccionario de Madoz

Estos intentos de desecación de la Laguna de Salinas no se materializaron hasta la década de 1920. Las obras comenzadas, sin embargo, quedaron sin finalizar y, no pudiendo dar uso agrícola a la laguna, se optó por instalar una industria salinera, que estuvo activa hasta la década de 1960. Desde entonces la laguna carece de utilización con fines económicos.

## Valor como espacio natural
La Laguna de Salinas está considerada como LIC de la Red Natura 2000 en España debido a la diversa variedad de espacios florales que radican en este espacio natural, y también a la presencia de aves de carácter permanente y estacional que consideran esta laguna salada como lugar de residencia o estación de paso durante la migración.
Las orillas están cubiertas de espesas formaciones de juncias y juncos, con especies como el taray, la siempreviva azul o el almajo, así como especies halófilas, como la barila, cuyo uso supuso un motor económico en el pasado de Salinas, al ser sus cenizas empleadas para la fabricación de sosas y vidrio. 
Entre la fauna destacan las aves: perdiz, ratonero, gavilán, aguiluchos, avocetas, águila perdicera, flamencos, cigüeñuelas, garzas, etc. algunas de las cuales anidan con carácter sedentario.